# Sarah-Léonie Cysique
Pour les articles homonymes, voir Cysique.
Sarah-Léonie Cysique, née le 6 juillet 1998 à Sarcelles (Val-d'Oise), est une judoka française.
À l'occasion des Jeux olympiques de 2020 à Tokyo, elle obtient la médaille d'argent en moins de 57 kg puis apporte le dernier point à la France dans la compétition par équipes mixte, en finale face au Japon, pour une médaille d'or remportée sur le score de 4 victoires à 1. Aux Jeux de Paris 2024, elle est une nouvelle fois double médaillée, en bronze en individuel et en or en équipe mixte.

## Biographie
Sarah-Léonie Cysique commence le judo au plus jeune âge au judo club de La Ferté-Milon pour ensuite continuer sa progression d'abord au judo club de Château-Thierry jusqu'à ses 14 ans. Elle intègre le pôle espoir de Reims pendant 3 ans, puis le pôle France à Strasbourg pendant 2 ans et l'INSEP de Vincennes. Elle se licencie ensuite à l'Athletic Club de Boulogne-Billancourt.
Elle glane sa première médaille internationale lors des championnats d'Europe junior de 2017 à Maribor avec une troisième place.
L'année suivante, elle termine à deux reprises sur le podium dans des tournois Grand Prix chez les seniors, remportant le bronze lors des Grand Prix de Tunis et Grand Slam de Düsseldorf. Elle remporte ensuite le titre européen junior à Sofia, puis remporte la médaille d'argent des mondiaux des moins de 21 ans à Nassau face à la Japonaise Haruka Funakubo. Lors de cette même année 2018, elle participe aux championnats d'Europe, terminant cinquième après une défaite en demi-finale face à l'Allemande Theresa Stoll puis une lors du match pour la médaille de bronze face à la Portugaise Telma Monteiro.
Malgré un nouveau podium au Grand Slam de Dusseldorf, elle n'est pas retenue pour les Jeux européens de Minsk, les sélectionneurs préférant Priscilla Gneto. Pour ses premiers championnats du monde, lors de l'édition disputée à Tokyo, elle s'incline en quarts de finale face à la future vainqueure, la Canadienne Christa Deguchi, s'inclinant ensuite lors des repêchages face à la Brésilienne Rafaela Silva pour terminer à la cinquième place. Alignée lors de la compétition par équipes mixtes, elle remporte les trois combats qu'elle dispute notamment face à la Japonaise Tsukasa Yoshida, championne du monde 2018, la France s'inclinant lors de cette rencontre par 4 à 2.
Parallèlement à sa carrière de judoka, Sarah-Léonie Cysique rejoint en septembre 2019 le dispositif Athlètes SNCF dans une équipe mobile au sein de la sûreté en Île-de-France.
Elle remporte la médaille de bronze des moins de 57 kg aux Championnats d'Europe 2020 à Prague, puis aux Championnats d'Europe 2021 à Lisbonne.
Aux Jeux olympiques d'été de 2020 à Tokyo, elle remporte la médaille d'argent dans la catégorie des moins de 57 kg. Lors de la finale contre Nora Gjakova, la Française est disqualifiée par les arbitres après consultation de la vidéo : ils considèrent que Cysique a commencé une action puis a placé sa tête sur le tatami dans le cadre de cette action, ce qui est interdit. Elle devient championne olympique par équipes mixtes face au Japon dans une épreuve qui connaît sa première apparition au programme olympique ; Sarah-Léonie Cysique remporte le combat décisif.
Aux championnats d'Europe 2022 à Sofia, elle remporte la médaille d'argent en catégorie moins de 57 kg, après s'être inclinée en finale face à l'Israélienne Timna Nelson-Levy. L'année suivante, elle obtient une médaille de bronze aux Championnats d'Europe disputés à Montpellier. Trois semaines après cette compétition, la Fédération française de judo annonce la sélection de Cysique pour les Jeux olympiques de 2024 disputés à Paris.
Elle est en février 2024 troisième du Grand Chelem de Paris. Lors des Jeux olympiques de Paris 2024, elle est battue en demi-finale des moins de 57 kg par la numéro 1 mondiale Christa Deguchi mais empoche la médaille de bronze en dominant Eteri Liparteliani. Lors de la finale de l'épreuve par équipes, elle est dominée par Natsumi Tsunoda, ce qui n'empêche pas la France de s'imposer par 4 victoires à 3 contre le Japon et de conserver le titre olympique obtenu à Tokyo dans cette compétition.
En février 2025, elle figure dans la sélection française annoncée en vue des championnats du monde. Deux mois après une défaite précoce au Grand Chelem de Tbilissi, elle s'aligne en mai au Grand Chelem de Douchanbé où elle s'impose. Le 15 juin, lors des championnats du monde, elle est dominée en demi-finale par Momo Tamaoki avant d'obtenir la médaille de bronze après avoir battu Shukurjon Aminova.

## Palmarès

### Jeux olympiques
| Année | Compétition     | Lieu  | Résultat | Catégorie         |
| ----- | --------------- | ----- | -------- | ----------------- |
| 2021  | Jeux olympiques | Tokyo | 2e       | Moins de 57 kg    |
| 2021  | Jeux olympiques | Tokyo | 1re      | Par équipes mixte |
| 2024  | Jeux olympiques | Paris | 3e       | Moins de 57 kg    |
| 2024  | Jeux olympiques | Paris | 1re      | Par équipes mixte |

### Championnats du monde
| Année | Compétition           | Lieu     | Résultat | Catégorie         |
| ----- | --------------------- | -------- | -------- | ----------------- |
| 2019  | Championnats du monde | Tokyo    | 2e       | Par équipes mixte |
| 2022  | Championnats du monde | Tachkent | 2e       | Par équipes mixte |
| 2023  | Championnats du monde | Doha     | 2e       | Par équipes mixte |
| 2025  | Championnats du monde | Budapest | 3e       | Moins de 57 kg    |

### Championnats d'Europe
| Année | Compétition           | Lieu        | Résultat | Catégorie      |
| ----- | --------------------- | ----------- | -------- | -------------- |
| 2020  | Championnats d'Europe | Prague      | 3e       | Moins de 57 kg |
| 2021  | Championnats d'Europe | Lisbonne    | 3e       | Moins de 57 kg |
| 2022  | Championnats d'Europe | Sofia       | 2e       | Moins de 57 kg |
| 2023  | Championnats d'Europe | Montpellier | 3e       | Moins de 57 kg |

### Masters mondial, Tournois Grand Chelem et Grand Prix
| Année | Compétition     | Lieu       | Résultat | Catégorie      |
| ----- | --------------- | ---------- | -------- | -------------- |
| 2018  | Grand Prix      | Tunis      | 3e       | Moins de 57 kg |
| 2018  | Grand Chelem    | Düsseldorf | 3e       | Moins de 57 kg |
| 2019  | Grand Chelem    | Düsseldorf | 3e       | Moins de 57 kg |
| 2019  | Grand Chelem    | Abou Dabi  | 2e       | Moins de 57 kg |
| 2020  | Grand Chelem    | Düsseldorf | 2e       | Moins de 57 kg |
| 2021  | Masters mondial | Doha       | 2e       | Moins de 57 kg |
| 2021  | Grand Chelem    | Tel Aviv   | 2e       | Moins de 57 kg |
| 2022  | Masters mondial | Jérusalem  | 2e       | Moins de 57 kg |
| 2022  | Grand Chelem    | Antalya    | 2e       | Moins de 57 kg |
| 2023  | Grand Chelem    | Astana     | 1re      | Moins de 57 kg |
| 2023  | Masters mondial | Budapest   | 2e       | Moins de 57 kg |
| 2024  | Grand Chelem    | Paris      | 3e       | Moins de 57 kg |
| 2024  | Grand Chelem    | Douchanbé  | 2e       | Moins de 57 kg |
| 2024  | Grand Chelem    | Astana     | 3e       | Moins de 57 kg |
| 2025  | Grand Chelem    | Douchanbé  | 1re      | Moins de 57 kg |

## Décorations
- Chevalier de la Légion d'honneur (2021)[23]
- Officier de l'ordre national du Mérite (2024)[24]